# Basara (Chorwacja)
Basara – wieś w Chorwacji, w żupanii karlowackiej, w gminie Rakovica. W 2011 roku liczyła 3 mieszkańców.